# برايان إل. روبرتس
برايان إل. روبرتس (بالإنجليزية: Brian L. Roberts) هو مسير أعمال أمريكي، ولد في 28 يونيو 1959 في فيلادلفيا في الولايات المتحدة.